# Wilma Aintila
Wilma Aintila (Kirkkonummi, 12 april 2004) is een Fins wielrenster.

## Carrière
Als juniore werd Aintila tweemaal tweede in zowel het nationale kampioenschap tijdrijden als dat op de weg, waar ze telkens haar meerdere moest erkennen in Anniina Ahtosalo. In oktober 2021 won ze wel de nationale titel in het veldrijden. In 2023 maakte ze, als eerstejaars belofte, de overstap naar Lotto Dstny. Namens die ploeg nam ze dat jaar deel aan onder meer Gent-Wevelgem, de Amstel Gold Race en de Waalse Pijl. Op het Europese kampioenschap werd ze vijfde in de door Zoe Bäckstedt gewonnen tijdrit voor beloften. In 2024 maakte ze haar debuut in de Ronde van Frankrijk.
Na twee seizoenen in Belgische dienst maakte Aintila in 2025 de overstap naar CANYON//SRAM zondacrypto. Haar debuut voor de ploeg maakte ze in januari op Mallorca, waar ze deelnam aan drie manches van de Challenge Mallorca.

## Resultaten in voornaamste wedstrijden
| Jaar | Ronde van Italië | Ronde van Frankrijk | Ronde van Spanje |
| ---- | ---------------- | ------------------- | ---------------- |
| 2023 |                  |                     |                  |
| 2024 |                  | 109e                | 80e              |
| 2025 |                  |                     |                  |

| Jaar | Gent-Wevelgem | Ronde van Vlaanderen | Amstel Gold Race |
| ---- | ------------- | -------------------- | ---------------- |
| 2023 | opgave        |                      | opgave           |
| 2024 |               | 50e                  |                  |
| 2025 |               |                      |                  |

## Ploegen
- 2023 –  Lotto Dstny Ladies
- 2024 –  Lotto Dstny Ladies
- 2025 –  CANYON//SRAM zondacrypto

Aintila · Bastiaenssen · Burlová · De Clercq · Docx · Egtoft Jensen · Geurts · Gielkens · van de Guchte · Hendrickx · Nicolaes · Van de Paar · Sap · Sigmund · Vervloet
Aintila · Arens · Bastiaenssen · Boels · De Clercq · De Keersmaeker · Docx · Gielkens · Greve · van de Guchte · Hendrickx · de Jong · Nicolaes · Scott · Vervloet · van Wersch
Aintila · Bäckstedt · Bauernfeind · Bradbury · Consonni · Cromwell · Czapla · van der Duin · Dygert · Klöser · Kolesava · Martins · Niedermaier · Niewiadoma · Paladin · Skalniak-Sójka · Towers · Uttrup Ludwig